# محرك أمامي ذو دفع خلفي

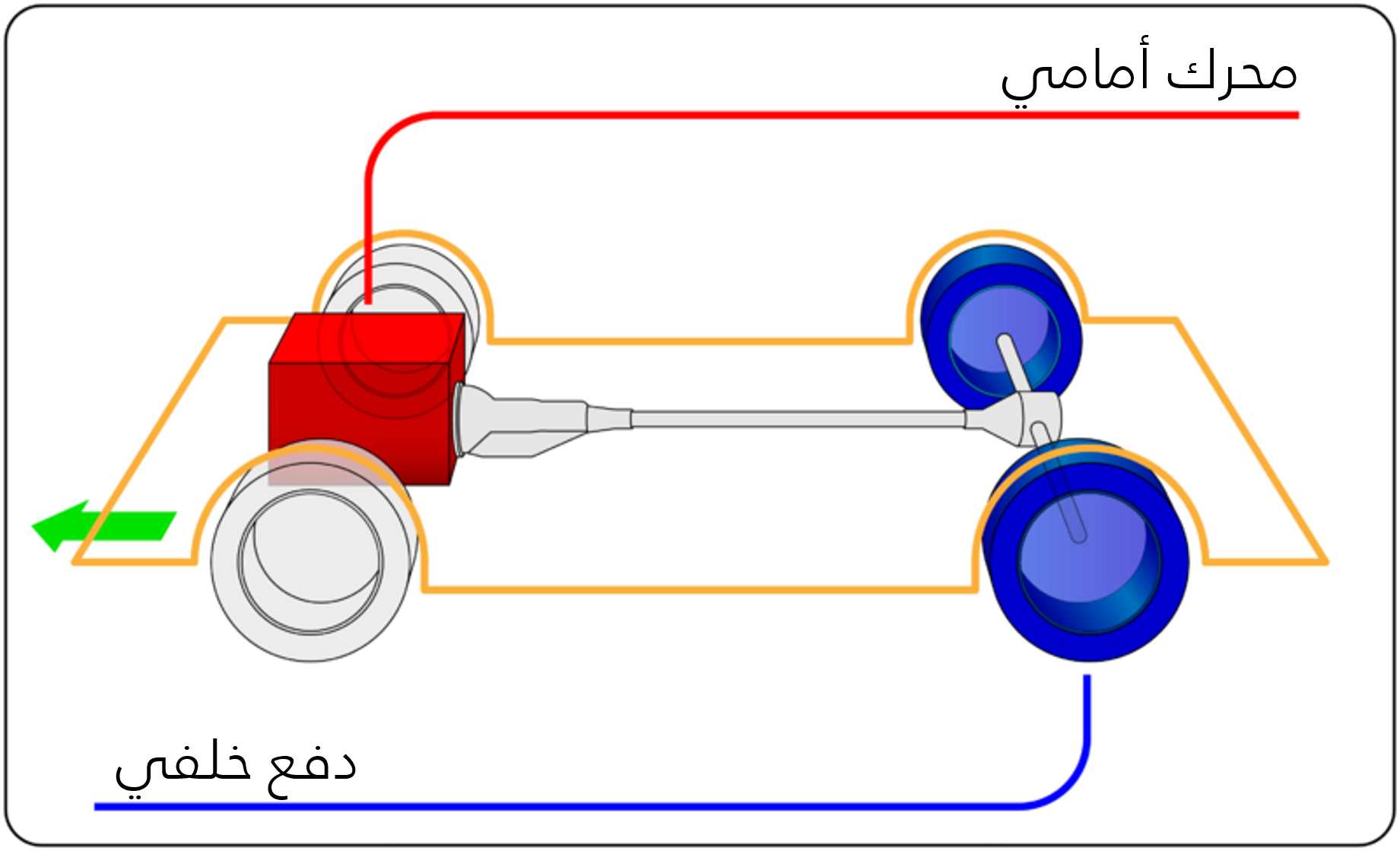
صورة توضح محرك أمامي ذو دفع خلفي

في تصميم السيارات، المحرك الأمامي ذو الدفع الخلفي حيث يقع المحرك في الجزء الأمامي من السيارة وعملية دفع العجلات تقع في الجزء الخلفي. وكان هذا النوع من التخطيط في معظم السيارات التقليدية للقرن 20.

## تاريخ
كان أول نموذج هي سيارة بانهارد عام 1895، بحيث كان يعرف هذا التخطيط ب «نظام بانهارد» في السنوات الأولى. استخدمت معظم السيارات الأمريكية ذلك التخطيط ويدعى بالإنجليزية ب FR حتى منتصف الثمانينات من القرن العشرين. أدت أزمة النفط في السبعينات، إلى نجاح السيارات الصغيرة التي تعمل بمخطط FF البسيط أي التي تعمل بمحرك أمامي بدفع أمامي، وهن سيارات فولكسفاغن غولف، وهوندا سيفيك وتم اعتماده بشكل عملي.
احتفظت بعض الشركات المصنعة، مثل الفا روميو، وبورش (944، 924، 928) وشيفروليه (C5 وC6 كورفيت)، هذا التخطيط لكن تم نقل علبة التروس من وراء المحرك لبين العجلات الخلفية، ووضع المزيد من الوزن على المحور.

## معرض صور

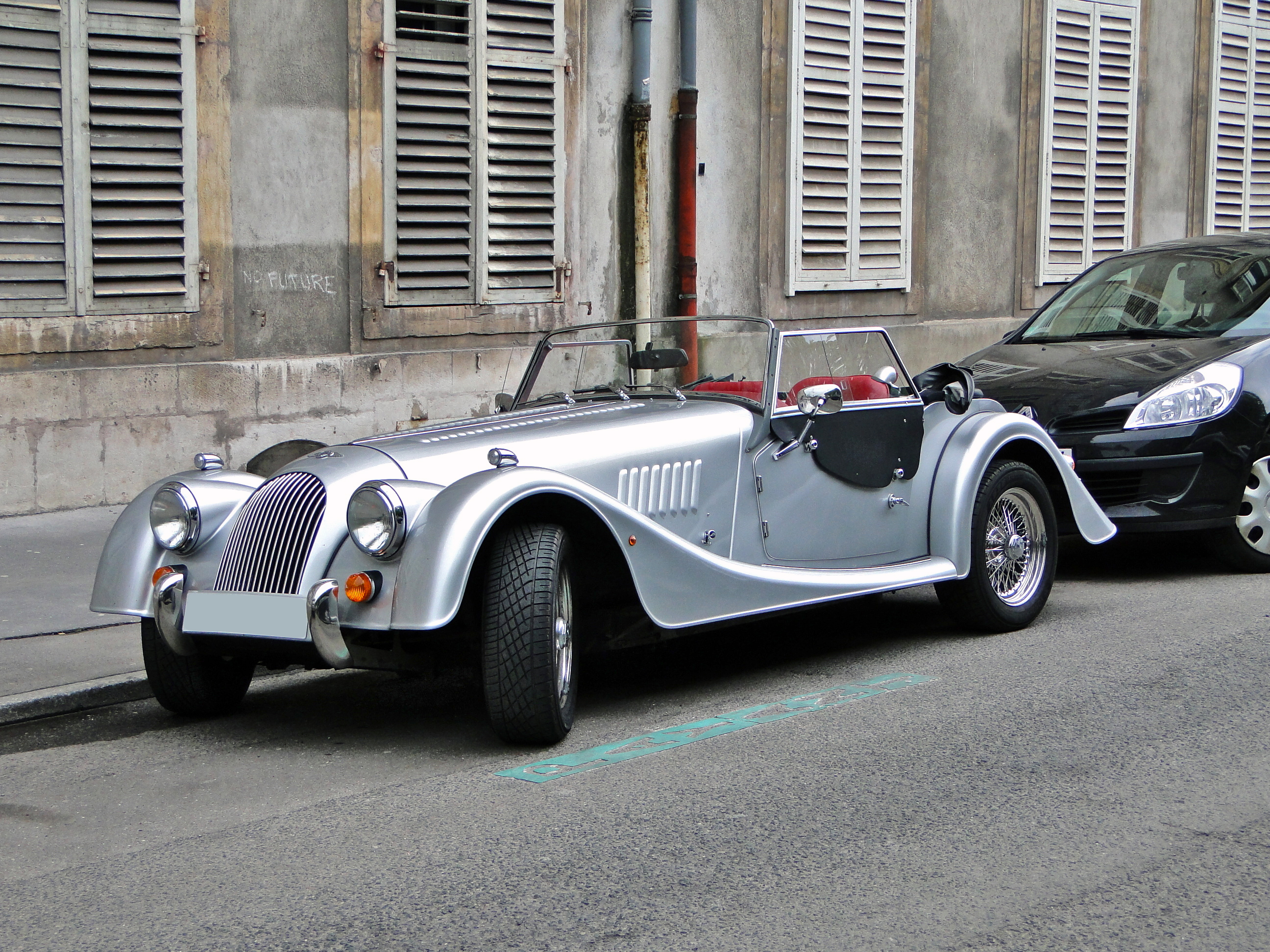
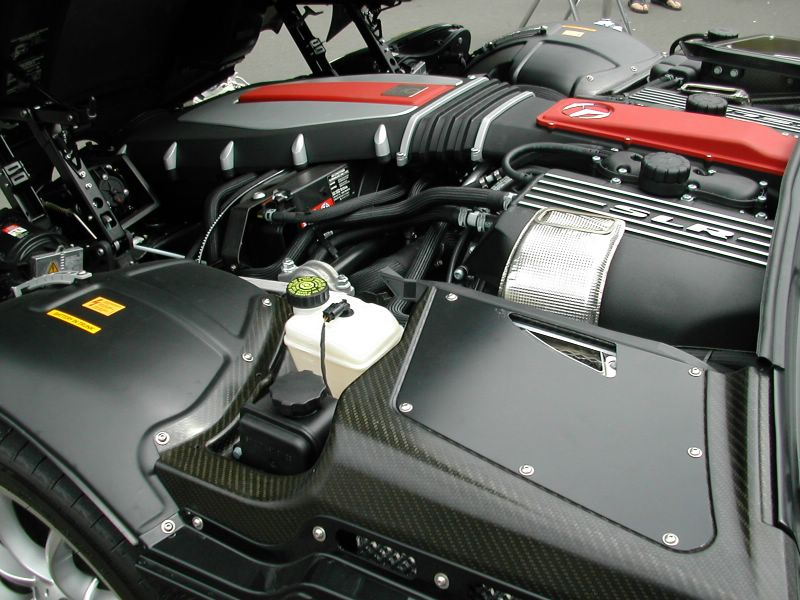
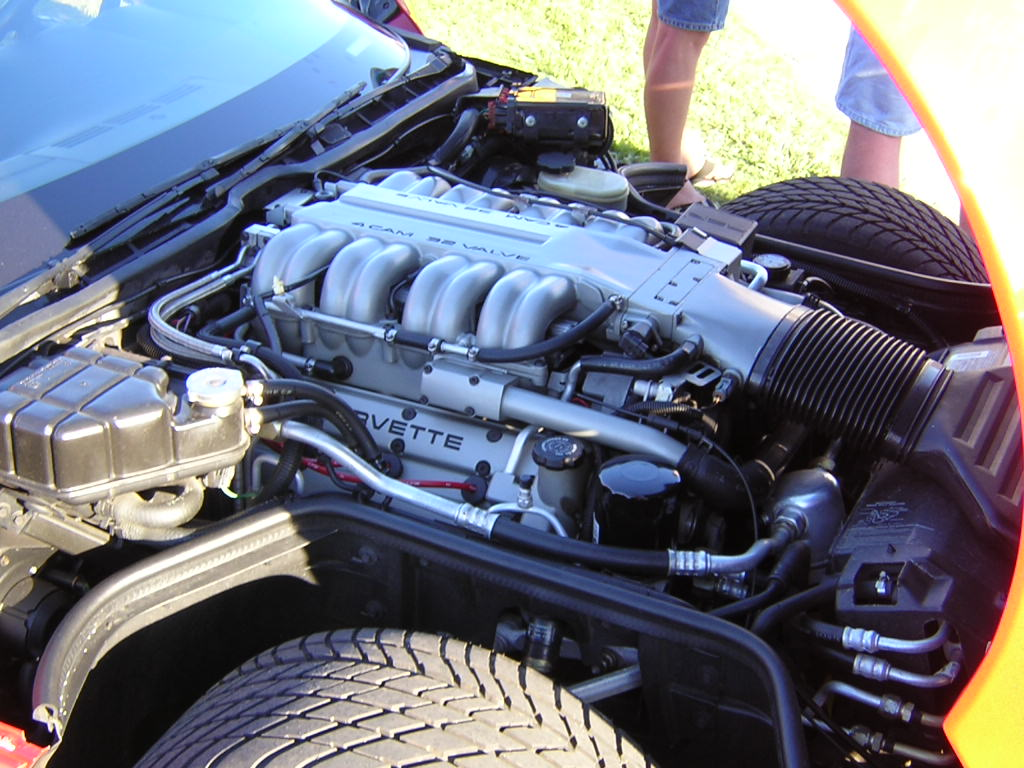
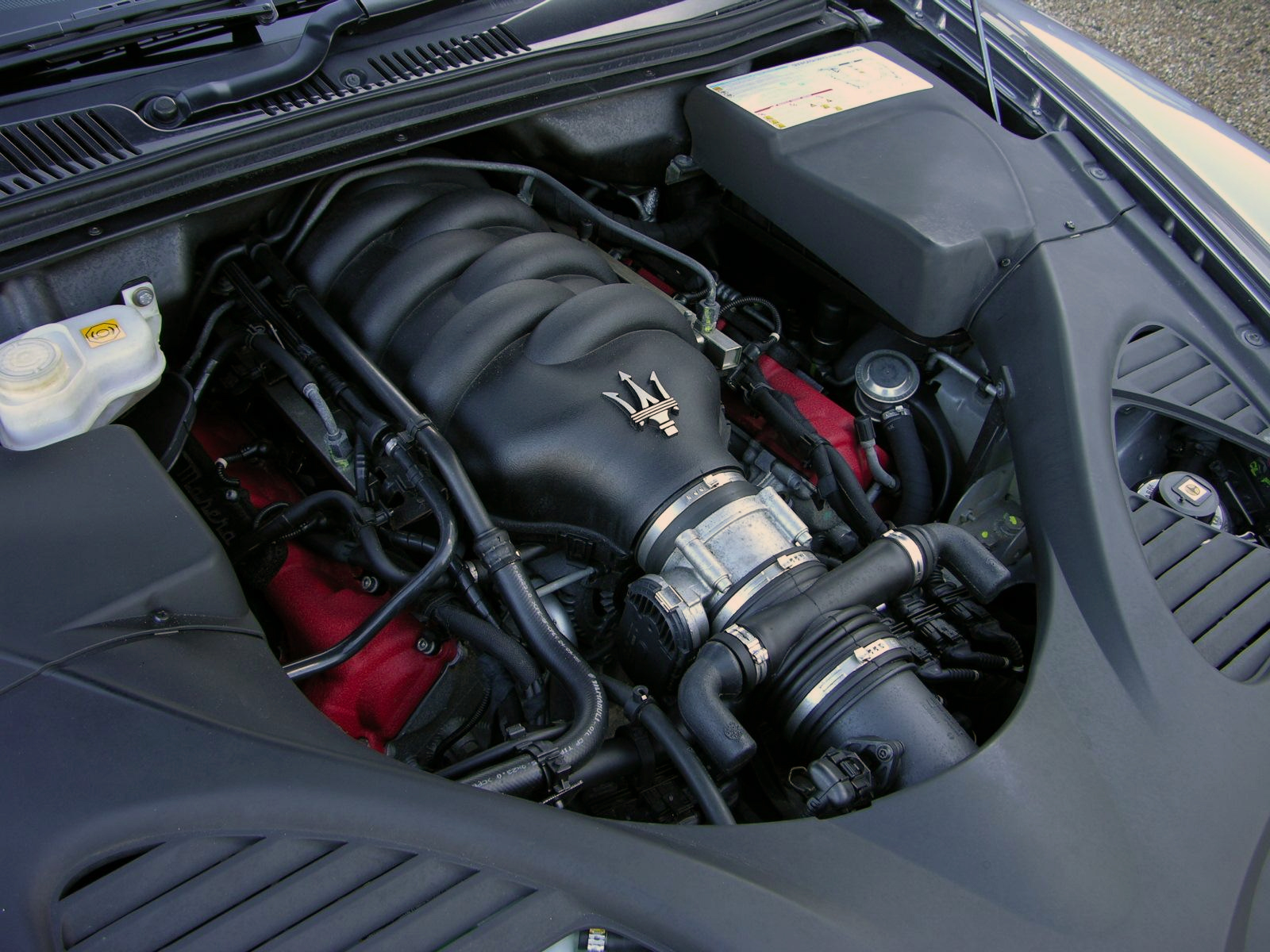
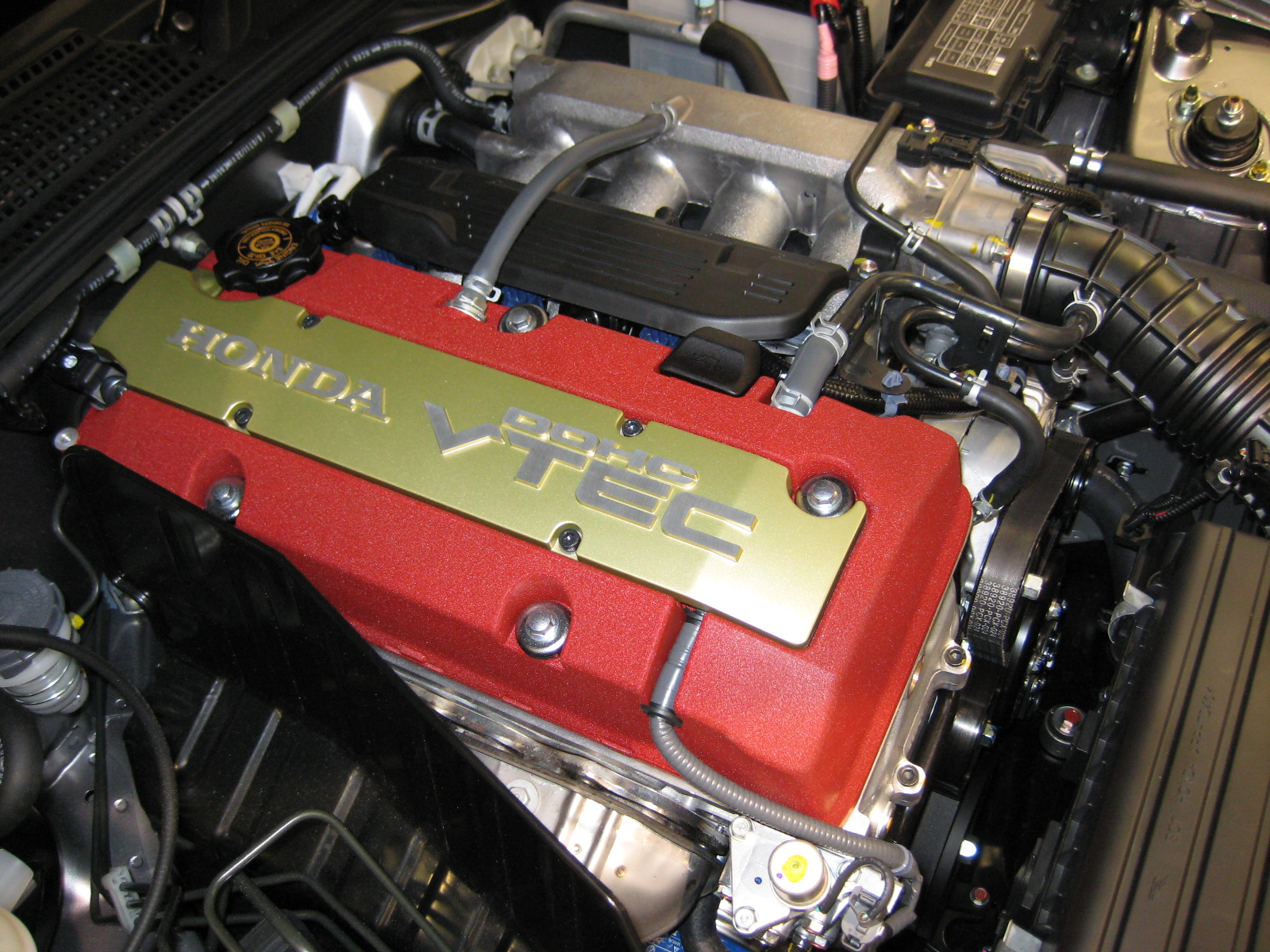